# Gentlemen's Agreement (film 1935)
Gentlemen's Agreement è un film del 1935 diretto da George Pearson.
Secondo il British Film Institute non vi è alcuna copia esistente della pellicola.

## Trama
Un giovane medico scopre che il padre è un truffatore.